# Беатрикс Потер
Беатрикс Потер (енгл. Beatrix Potter; 28. јул 1866  – 22. децембар 1943) била је енглеска књижевница, илустраторка и научница, најпознатија по својим дечјим књигама са животињама, попут Прича о зецу Петру.
Рођена је у домаћинству више средње класе, Одгајиле су је гувернанте изоловано од друге деце. Имала је бројне кућне љубимце и проводила одмор у Шкотској или на језеру, развијајући љубав према пејзажу, флори и фауни, док је све пажљиво посматрала и сликала.
Иако је била типична за жене своје генерације по томе што су имале ограничене могућности за високо образовање, њено изучавање и акварели гљива довели су до тога да буде широко поштована у области микологије. У својим тридесетим годинама самостално је објавила изузетно успешну дечију књигу Прича о зецу Петру. Након тога, почела је да пише и илуструје дечје књиге.
Укупно је написала тридесет књига, најпознатија по своје двадесет и три дечије приче. Уз приход од књига и заоставштину од тетке, 1905. године купила је кућу Хил Топ у селу Нир Соури, у Језерској области који је у то време био у Ланкаширу. Током наредних деценија купила је додатна газдинства како би сачувала јединствени планински пејзаж. У доби од 47 година, 1913. године, удала се за Вилијама Хилиса, угледног адвоката из Хоуксхеда. Такође је била награђивани узгајивач оваца расе Хердвик и просперитетни пољопривредник заинтересован за очување земље. Наставила је да пише и илуструје, и дизајнира робу засновану на њеним књигама за британског издавача Варна, све док је дужности управљања земљиштем и њен ослабљен вид нису у томе спречили.
Преминула је од упале плућа и срчаних болести 22. децембра 1943. у својој кући у Нир Соурију у доби од 77 година, оставивши готово сву
своју имовину Националном фонду. Заслужна је за очување већег дела земље која сада представља Национални парк Језерска област. Њене књиге и даље се продају широм света на многим језицима, при чему су приповедане песмом, филмом, балетом и анимацијом, а њен живот приказан је у играном и телевизијском филму.

## Биографија

### Детињство и младост
Њен деда по оцу Едмунд Потер из Глосопа у Дербиширу, поседовао је највећу фабрику за штампање цветних узорака на калико тканини у Енглеској а касније је био и члан Парламента.
Беатриксин отац, Руперт Вилијам Потер (1832–1914), школовао се на Манчестер колеџу код унитаријанског филозофа Џејмса Мартиноа. Затим је учио за адвоката у Лондону. Руперт се бавио правом, специјализујући се за закон о капиталу. Оженио се Хелен Лич (1839–1932) 8. августа 1863. године у Хајд Унитаријан цркви у Џу Кросу. Хелен је била ћерка Џејн Аштон (1806–1884) и Џона Лича, богатог трговца памуком и бродоградитеља из Стејлибриџа. Хеленини рођаци били су Харијет Луптон и Томас Аштон, 1. барон Аштон из Хидеа. У јулу 2014. године објављено је да је Беатрикс лично поклонила низ властитих оригиналних ручно осликаних илустрација двема кћеркама Артура и Харијет Луптон, које су биле рођаке и Беатрикс и Кетрин, војвоткињи од Кембриџа.
Њени родитељи удобно су живели у Западном Бромптону, где је Хелен Беатрикс Потер рођена 28. јула 1866. године, а њен брат Валтер Бертрам 14. марта 1872. године. Беатрикс је живела у овој кући до свог брака 1913. године.
Кућа је уништена у немачком бомбардовању Лондона. Сада је на месту где је некада била кућа налази основна школа Боусфилд. Плава плоча на школској згради сведочи о некадашњем локалитету куће Беатрикс Потер.
Оба родитеља су била уметнички талентована, а Руперт је био примерен фотограф аматер. Руперт је улагао у акције, а до раних 1890-их постао је изузетно богат. Њена породица са обе стране била је из околине Манчестера. Они су били енглески унитаријанци, повезани са протестантским конгрегацијама, утицајним у Енглеском 19. веку, који су веровали у јединство Бога и који су одбацили доктрину о Тројству.
Беатрикс су образовале три способне гувернанте, од којих је последња била Ени Мур, само три године старија од Беатрикс, која је подучавала немачком и да постане дружбеница. Она и Беатрикс остале су пријатељице читавог живота, а Енино осморо деце добијали су многа дивно осликана писма. Касније је Ени сугерисала да та писма могу бити добре дечје књиге.
Она и њен млађи брат Валтер Бертрам (1872–1918) одрасли су уз неколико пријатеља поред своје велике породице. Њени родитељи су били уметнички настројени, заинтересовани за природу. Као деца, Беатрикс и Бертрам имали су бројне мале животиње као кућне љубимце које су пажљиво посматрали и цртали. У својој школској соби Беатрикс и Бертрам држали су разне мале кућне љубимце, мишеве, зечеве, јежа и неке слепе мишеве, заједно с колекцијама лептира и других инсеката које су цртали и проучавали. Беатрикс је била посвећена нези својих малих животиња, често их је водила са собом на одморе. Већину летњих одмора, до петнаесте година свог живота, Беатрикс је проводила у Далгуси, имању на реци Теј у Пертширу у Шкотској. Тамо је скицирала и истражила подручје које је хранило њену машту. Њој и њеном брату дозвољена је велика слобода и оба детета су постала вешти студенти природне историје. Године 1882. Потери су први пут летњи одмор провели у Језерској области, у дворцу Вреј, близу језера Виндермере. Овде је Беатрикс упознала викара Хардвика Роунслија, касније оснивача Националног фонда, чије је интересовање за сеоски живот инспирисало Беатрикс и који је оставило трајни утисак на њен живот.
Отприлике са 14 година, Беатрикс је почела да води дневник. Писала га је у посебном коду који је био једноставна замена слова за слово. Њен дневник био је важан за развој њене креативности, послуживши и као књига скица и као књижевни експеримент. Ситним рукописом је извештавала о друштву, бележила утиске о уметности и уметницима, препричавала приче и посматрала живот око себе. Дневник је дешифровала и преписала Лесли Линдер 1958. године. Дневник не пружа интиман запис о њеном личном животу, али је непроцењив извор за разумевање живописног дела британског друштва с краја 19. века. Описује њено уметничко сазревање и интелектуална интересовања, њене често забавне увиде о местима које је посетила и њену необичну способност посматрања и описивања природе. Дневник је започела 1881. а завршила 1897. године, када је њена уметничка и интелектуална енергија била окренута научним студијама и напорима да објави своје цртеже. Трагала је за више самосталних активности и желела је да заради нешто свог новца, док се бринула о родитељима  и управљала њиховим многим домаћинствима.

### Научне илустрације и рад у микологији
Родитељи Беатрикс Потер нису обесхрабривали високо образовање. Као што је било уобичајено у викторијанско доба, жене из њене класе биле су приватно образоване и ретко су похађале универзитет.
Беатрикс Потер била је заинтересована за сваку грану природних наука, осим астрономије. Ботаника је била страст за већину викторијанаца, а проучавање природе било је врло популарно. Прикупљала је фосиле, проучавала археолошке артефакте из ископавања у Лондону а занимала је и ентомологија. У свим тим областима цртала је и сликала примерке са све већом вештином. До 1890-их, њена научна интересовања била су усредсређена на микологију. Прво су је привукле гљиве због својих боја и њеног уживања у сликању. Њено интересовање се продубило након сусрета са Чарлсом Мекинтошом, угледним природњаком и аматером микологом, током летњег одмора у Дункелду у Пертширу 1892. године. Он јој је помогао да се побољша тачност илустрација, учио је таксономији и добављао јој живе примерке за сликање током зиме. Знатижељна како се гљиве размножавају, започела је микроскопске цртеже спора гљива и 1895. године развила теорију о њиховој клијању. Кроз везе свог ујака Сир Хенрија Енфилда Роскоа, хемичара и вицеканцелара Лондонског универзитета, она се саветовала са ботаничарима у Кју Гарденс, уверавајући Џорџа Масија у њену теорију хибридизације. Она није веровала у теорију симбиозе коју је предложио Сајмон Швенденер, немачки миколог. Уместо тога, она је предложила независан процес репродукције. Када ју је директор Кју гарденса, Вилијам Тиселтон-Дајер, одбацио због пола и аматерског статуса, Беатрикс је написала своје закључке и објавила документ „Клијање спора Agaricineae“ Линиен друштву 1897. године. Представио га је Маси јер Беатрикс, као жена, није могла да присуствује догађајима нити да чита свој рад. Након тога је повукла свој рад, схвативши да су неки њени узорци контаминирани, али је наставила са микроскопским истраживањима још неколико година. Њен рад је тек недавно откривен, заједно са богатим, уметничким илустрацијама и цртежима који су били уз њега. Њен рад се тек сада правилно процењује. Касније је дала друге миколошке и научне цртеже Армит музеју и библиотеци у Амблсајду, где их миколози још увек консултују код идентификације гљива. Такође, постоји колекција њених слика гљива у музеју и уметничкој галерији у Перту, у Шкотској, коју је поклонио Чарлс Мекинтош. Миколог В.П.К. Финдли је 1967. године у своју књигу Wayside & Woodland Fungi укључио многе њене прекрасне и прецизне цртеже гљива, чиме је испуњена њена жеља да једног дана њени цртежи с гљивама буду објављени у књизи. Линиен друштво је 1997. године је постхумно објавило извињење Беатрикс Потер због сексизма приказаног у односу према њеним истраживањима.

### Уметничка и књижевна каријера
На Беатриксина уметничка и књижевна интересовања дубоко су утицале виле, бајке и фантазија. Читала је класичне бајке западне Европе, као и приче из Старог завета, Ходочасников пут Џон Банјана, Чича Томина колиба Харијет Бичер Стоу. Одрасла је уз Езопове басне, бајке Браће Грим и Ханса Кристијана Андерсена, Дете из воде Чарлса Кингслија, народне и митолошке приче из Шкотске, немачке романтичаре, Шекспира, романе Волтера Скота. Као мало дете, пре осме године, на њу су оставиле утисак Књига глупости Едварда Лира, нарочито песма Сова и маца и Алиса у земљи чуда Луиса Керола, мада је касније рекла да су је више занимале илустрације од онога о чему се радило. Приче о зецу Бреру Џоела Чендлера Хариса биле су омиљене у њеној породици, а касније је проучавала његове Приче ујака Ремуса и илустровала их. 
Од малих ногу је проучавала илустрације књига и развијала сопствени укус, али сликовнице Валтера Крана, Кејт Гринбеј и Рандолфа Калдекота(чији је радове касније скупљао њен отац),су имале велики утицај. Када је почела да илуструје, прво је бирала традиционалне песме и приче као што су Пепељуга, Успавана лепотица, Али Баба и четрдесет разбојника, Мачак у чизмама и Црвенкапа. Међутим, већина њених илустрације су биле фантазије на којима приказује властите кућне љубимце: мишеве, зечеве, мачиће и заморце.
У својим тинејџерским годинама, била је редован посетилац уметничких галерија у Лондону, посебно уживајући у летњим и зимским изложбама у Краљевској академији у Лондону. Њен дневник открива растућу софистицираност критичара, као и утицај очевог пријатеља, уметника Сир Џона Еверета Милиса, који је препознао Беатриксин талент. Иако је Беатрикс била свесна уметности и уметничких трендова, њени цртежи и прозни стил били су аутентични.
Као начин да зараде, Беатрикс и њен брат су почели да штампају божићне честитке сопственог дизајна, као и честитке за посебне прилике. Мишеви и зечеви били су најчешћи предмет њених илустрација. Године 1890. фирма Хилдесхејмер и Фокнер купила је неколико цртежа њеног зеца Беџамина за илустрацију стихова Фредерика Ведерлија под називом Срећни пар. Исти издавач је 1893. године купио још неколико цртежа за Ведерлијиву песму Наши драги рођаци, а следеће године је продала серију илустрација жаба са стиховима популарном годишњаку Changing Pictures који је објављивао уметнички издавач Ернест Нистер. Беатрикс је била задовољна овим успехом и одлучна да објави своје илустроване приче.
Кад год је одлазила на одмор у Језерску област или Шкотску, слала је писма пријатељима, илуструјући их брзим скицама. Многа од ових писама написана су деци њене бивше гувернанте Ени Картер Мур, посебно њеном најстаријем сину Ноелу који је често био болестан. Септембра 1893. била на одмору у Иствуду у Пертширу. Кад јој је понестало ствари да каже Ноелу, испричала му је причу о „четворо малих зечева чија су имена била Флопси, Мопси, Котонтејл и Петар”. То је постало једно од најпознатијих дечијих писама икад написаних и основа њене будуће каријере књижевника, уметника и приповедача.
Године 1900. ревидирала је причу о четири мала зеца и израдила дизајн књиге како би требала да изгледа штампана, имитирајући бестселер Хелен Банерман из 1899. године „Прича о малом црном самбу“. Како није могла да пронађе купца за своје дело, објавила га је за породицу и пријатеље о свом трошку у децембру 1901. године. Цртано је црно-бело са обојеном илустрација на почетку књиге. Роунсли је веровао у њену причу, преправио прозу у стихове и обишао лондонске издавачке куће. Фредерик Варн & Co прво су одбили, али жељни такмичења на тржишту књига за децу малог формата, предомислили су се и прихватили „књигу о зекама” (како је фирма назвала) на препоруку њиховог истакнутог уметника дечије књиге Л. Лесли Брук. 
Фирма је одбацила Роунслијев стихове у корист оригиналне прозе, а Беатрикс се сложила да обоји илустрације тада новом техником Хентшелов тробојни поступак за репродукцију акварела.
Прича о зецу Петру објављена је 2. октобра 1902. године, и доживела моментални успех. Следеће године су је уследиле Прича о Веверцу Крцку и Кројач из Глостера, које су такође прво биле написане као осликана писма деци Ели Мур. Радећи са Норманом Варном као уредником, Беатрикс је сваке године издавала две или три мале књиге: укупно 23. Посљедња књига у овом формату била је Успаванке Сесили Парсли из 1922. године, збирка омиљених песама. Иако је Прича о малој свињи Робинсон објављена 1930. године, написана је много раније. Наставила је са стварањем малих књига све до Првог светског рата када је њена енергија све више усмеравана ка бављењу пољопривредом, узгојем оваца и очувањем земље.
Огромна популарност њених књига заснивала се на живахном квалитету њених илустрација, на недидактичкој природи њених прича, приказу сеоског живота и маштовитим квалитетама које је позајмљивала својим животињским ликовима.
Беатрикс Потер је такође била лукава пословна жена. Већ 1903. године направила је и патентирала лутку зеца Петра. Следила је и друга роба током година, укључујући бојанке, друштвене игре, тапете, фигурице, ћебад за бебе и чајни сетови. Сви их је лиценцирао Фредерик Варн & Co и доносили су Бетрикс независан приход, као и огроман профит издавачу.
Беатрикс и Норман Варн су се званично верили 1905. године. Њени родитељи су се противили јер је Варн био „трговац” и самим тим није друштвено погодан. Веридба је трајала само месец дана, јер је Варн умро од пернициозне анемије у 37. години. Исте године Беатрикс је искористила део свог прихода и мало наслеђе од тетке да купи Хил Топ фарму у близини Соурија у Језерској области. Беатрикс и Варн су се можда надали да ће Хил Топ бити њихова викендица, али након Варнове смрти, она је наставила са куповином, као да је одувек желела да поседује ту фарму и живи у „том шармантном селу”.

### Сеоски живот
Фармер Џон Кенон и његова породица сложили су се да остану на управљању њеном фармом, док се она усавршавала, учила технике пољопривреде и узгоја стоке, свиња, крава и пилића и оваца. Схвативши да треба да заштити своје границе, потражила је савет од В.Х. Хилис & синови, локалне адвокатске фирме са канцеларијама у оближњем Хоуксхеду. С Вилијамом Хилисом као њеним заступником, купила је суседни пашњак, а 1909. године фарму од 20 хектара преко пута Хил Топа. Посећивала је Хил Топ при свакој прилици, а њене књиге написане током овог периода (попут Приче о ђумбиру и краставцима о локалној продавници) одражавају њено све веће учешће и уживање у сеоском животу.
Поседовање и управљање овим фармама захтевало је рутинску сарадњу са Вилијамом Хилисом. До лета 1912. Хилис је запросио и Беатрикс је прихватила, иако није одмах рекла својим родитељима, који нису одобравали јер је Хилис само сеоски адвокат. Венчали су се 15. октобра 1913. у Лондону у цркви Сент Мари Аботс у Кенсингтону. Пар се одмах преселио у Нир Соури, у обновљену сеоску кућу на Касл фарми, великој 34 хектара. Хил Топ је остао радна фарма, али је сада преуређен за породицу станара и Беатриксин студио и радионицу. Беатрикс је склопила партнерства која су обликовала остатак њеног живота: њен супруг адвокат и његова велика породица, фарме, заједница села Соури и предвидљиви кругови живота на селу. Књиге Прича о патки Јасмини и Прича о мачету Том одражавају њену срећу сеоским начином живота.
Руперт Потер је умро 1914. године, а по избијању Првог светског рата, Беатрикс сада богата жена, наговорила је мајку да се пресели у Језерску област и пронашла јој имање за најам у Соурију. Проналазећи живот у Соурију досадним, Хелен Потер се убрзо преселила у Линдет Хов, велику кућу коју су Потери раније изнајмљивали за летовање у Бовнесу, на другој страни језера Виндермере. Беатрикс је наставила да пише приче за Фредерика Варне & Co и у потпуности учествовала у животу села. Основала је болничку службу за локална села и служила је у разним одборима и саветима задуженим за разна сеоска питања.

### Узгој оваца
Убрзо након што је купила Хил Топ фарму, постала је јако заинтересована за узгој оваца Хердвик расе, аутохтоних за ову област. Купила је велику фарму оваца у долини Троутбек 1923. године, обнављајући је са хиљадама Хердвик оваца. Ово ју је потврдило као једног од главних узгајивача Хердвик оваца у округу. Њени пастири и руководиоци фарми су јој се дивили због спремности да експериментише са најновијим биолошким лековима за уобичајене болести оваца и жеље да запосли најбоље пастире, узгајиваче оваца и управнике фарми.
Крајем 1920-их, Беатрикс и њен менаџер Хил Топ фарме, Том Стореј, су се прославили са својим стадом Хердвик оваца, освојивши много награда на локалним пољопривредним изложбама, где су од ње често тражили да ради као судија. Изабрана је за председницу Удружења узгајивача Хердвик оваца 1942. године, што је био први пут да је жена изабрана, али је умрла пре него што је преузела функцију.

## Очување Језерске области
Беатрикс Потер је била заступник идеала о очувању природе свог дугогодишњег пријатеља и ментора, Хардвика Роунслија првог секретара и оснивача Националног фонда за места од историјског значаја или природне лепоте. Подржала је напоре Националног фонда да сачува не само места изузетне лепоте већ и долине и пашњаке које би развој могао неповратно упропастити. Она је такође био ауторитет у традиционалном вештинама Језерске области, намештају и каменим зидовима. Обновила је и сачувала фарме које је купила, водећи рачуна да свака сеоска кућа има комад старинског намештаја из Језерске области. Била је заинтересован да сачува не само овце Хердвик расе, већ и начин живота. Од 1930. године Хилисови су постали партнери с Националним фондом у куповини и управљању пропалим фармама укљученим у велико имање Монк Конистон. Имање је сачињено од много фарми распрострањених на широком подручју северозападног Ланкашира. Она је седам година фактички управљала имањем док Национални фонд није успео да приушти откуп већине имовине. Њено управљање овим фармама заслужило је пуно поштовање, али није била без критичара. Неки њени савременици су сматрали да користи богатство и положај свог супруга како би стекла имања пре него што су постала јавна. Бринула се о проблемима пошумљавања, очувања пашњака, кориштењу каменолома и дрва на тим фармама. Све њене фарме имале су овце расе Хердвик а често и говеда расе Галовеј.

## Каснији живот
Беатрикс је и даље писала приче и цртала, мада углавном ради свог задовољства. Написала је полуаутобиографску књигу Караван вила, која је за њеног живота објављена само у САД, а тек 1952. године и у Великој Британији. Сестра Ана, њена верзија приче о Плавобрадом, написана је за њене америчке читатеље, али је илустровала је Катарина Стурџс. Народну причу Зидни сат
објавио је постхумно часопис Хорн Бук 1944. године. Била је великодушни покровитељ извиђачима Гирл Гајдс чијим је трупама дозвољавала да направе летње кампове на њеној земљи и у чијем друштву је уживао као старији жена.
Беарикс Потер и Вилијам Хилис уживали су у срећном браку тридесет година, настављајући да се брину о фарми и очувању природе и током тешких дана Другог светског рата. Иако су били без деце, играла је важну улогу у Вилијамовој великој породици, посебно уживајући у њеној вези с неколико нећака којима је помагала у образовању, и пружајући помоћ браћи и сестрама њеног супруга.
Преминула је од компликација од упале плућа и срчаних болести 22. децембра 1943. у Касл Котеџу, а њени остаци кремирани су у крематоријуму Карлетон. Готово сву своју имовину оставила је Националном фонду, укључујући преко 16 km² земље, шеснаест фарми, викендице и стада говеда и Хердвик оваца. То је до тада био највећи поклон Националном фонду и омогућио је очување земље која је сада укључена у Национални парк Језерска област. Централна канцеларија Националног фонда у Свиндону названа је „Хилис” 2005. године у њено сећање. Вилијам Хилис наставио је да управља њиховим имањима и њеним књижевним и уметничким делом током двадесет месеци колико ју је надживео. Када је умро у августу 1945. године, остатак имања је оставио Националном фонду.

## Наслеђе
Беатрикс је готово све оригиналне илустрације својих књига оставила Националном фонду. Ауторска права на њене приче дата су њеном тадашњем издавачу Фредерику Варнеу & Co, који је сада део издавачке куће Пингвин Груп. Од 1. јануара 2014. године ауторска права су истекла у Великој Британији и другим земљама са ограничењем од 70 година после смрти. Национални фонд је њену кућу Хил Топ отворио за јавност од 1946. године. Њена уметничка дела су била изложена тамо до 1985. када су премештена у бившу адвокатску канцеларију Вилијама Хилиса у Хоуксхеду, такође у власништву Националног фонда, која је сада Беатрикс Потер галерија.
Пре смрти Беатрикс Потер је дала своје миколошке цртеже Армитовој библиотеци и музеју у Амблесајду. Прича о зецу Петру је у власништву издавача Фредерик Варн & Co, Кројач из Глостера Тејт галерије, а Прича о Лулиним зечићима Британског музеја.
Највећа јавна збирка њених писама и цртежа је у колекцији Лесли Линдер у Музеју Викторије и Алберт у Лондону. У Сједињеним Државама највеће јавне збирке се налазе у Одељењу за ретку књигу  Слободне библиотеке Филаделфије и Дечијој библиотеци Котсен на Универзитету Принстон.
Године 2015. рукопис њене необјављене књиге открио је Џо Ханкс, издавач у Пингвин Рандом Хаус, у архиви Музеја Викторије и Алберта. Књига Прича о мачку у чизмама, са илустрацијама Квентина Блејка, објављена је 1. септембра 2016. године, како би се обележило 150. година од рођења Беатрикс Потер.
Књига Емили Зак Уметност Беатрикс Потер: скице, слике и илустрације објављена је 2017. године, када је издавач Кроникал Букс из Сан Франциска одлучио да обиљежи 150. годишњицу рођења Беатрикс Потер показујући да је она „далеко више од аматерског сликара из 19. века. Она је била уметница запањујућег распона.”
У децембру 2017. године у њено сећање именован је астероид 13975 Беатрикспотер, којег је открио белгијски астроном Ерик Елст 1992. године.

## Анализа
Много је тумачења њеног књижевног дела, њене уметности и њеног живота и времена. Ту спадају и критичке процене корпуса њене дечије литературе и модернистичке интерпретације Хамфрија Карпентера и Катарине Чендлер. Џуди Тејлор у књизи Тај неваљали зец: Беатрикс Потер и зец Петар (2002) прича причу о многим издањима ове књиге.
Живот на селу Беатрикс Потер и бављење пољопривредом је био тема Сузан Денјер и других аутора у публикацијама Националног фонда, као што је
Беатрикс Потер код куће у Језерској области (2004).
О њеном раду као научном илустратору и њеном раду у микологији говори се у књигама Линде Лир Беатрикс Потер: Живот у природи (2006)  и Беатрикс Потер: Изванредни живот викторијанског генија (2008).

## Адаптације
Године 1971. објављен је балетни филм Приче о Беатрикс Потер у режији Реџиналда Милса, на музику Џона Ланчберија, у кореографији Фредерика Аштона, у изведби чланова Краљевског балета и оркестра Краљевске опере. Истоимени балет извеле су и друге плесне групе широм света.
Чувена дечја књига Беатрикс Потер Прича о зеки Бенџамину , приказана је у филму из 1992. године Лоренцово уље.
Беатрикс Потер је такође представљена у серији лаганих мистерија писца Сусан Витиг Алберт под називом Приче из колибе Беатрикс Потер. Прва књига у серијалу од осам књига је Прича са Хил Топ фарме (2004), која се бави Беатриксиним животом у Језерској области и селу Нир Соури између 1905. и 1913. године.

## На филму
ББС је 1982. године продуцирао Причу о Беатрикс Потер. Ову драматизацију њеног живота написао је Џон Хоуксворт, режирао Бил Хејс, а глумили су Холи Аирд и Пенелопе Вилтон младу и одраслу Беатрикс. У ТВ серији Свет зеца Петра и пријатеља, заснованој на њеним причама, Беатрикс Потер је глумила Ниам Кјусак.
Крис Нунан је 2006. године режирао Госпођица Потер, биографски филм о њеном животу који се фокусирао на рану каријеру и романсу са уредником Норманом Варнеом. У филму глуме Рене Зелвегер, Јуан Макгрегор и Емили Вотсон.
Колумбија Пикчурс је 9. фебруара 2018. године објавила филм Зец Петар у режији Вила Глука, који је заснован на делима Беатрикс Потер.

## Дела

#### 23 приче
1. Прича о зецу Петру (1902)
2. Прича о Веверцу Крцку (1903)
3. Кројач из Глостера (1903)
4. Прича о зеки Бенџамину  (1904)
5. Прича о два лоша миша (1904)
6. Прича госпође Босиљчић (1905)
7. Прича о пити и и Пати-Пан (1905)
8. Прича о господину Јеремији Аласу (1906)
9. Прича о жестоком лошем зецу (1906)
10. Прича о госпођици Мопет (1906)
11. Прича о мачету Тому (1907)
12. Прича о патки Јасмини (1908)
13. Прича о Сему Вискерсу или Роли Поли пудингу (1908)
14. Прича о Лулиним зечићима (1909)
15. Прича о ђумбиру и краставцима (1909)
16. Прича о госпођи Титлмиш (1910)
17. Прича о шуњалу Тимију (1911)
18. Прича о господину Лисцу (1912)
19. Прича о учтивом прасету (1913)
20. Успаванке Аплија Даплија (1917)
21. Прича о Јоци Градомишу (1918)
22. Успаванке Сесили Парсли (1922)
23. Прича о малој свињи Робинсон (1930)

### Друге књиге
1. Зец Петар бојанка (1911)
2. Маче Том бојанка (1917)
3. Патка Јасмина бојанка (1925)
4. Алманах зеца Петара за 1929 (1928)
5. Караван вила (1929)
6. Сестра Ана (илустровала Катарина Стурџс) (1932)
7. Зидни сат (украсио Џ.Џ. Ланкс) (1944)
8. Прича о верној голубици (илустровала Мери Енџел) (1955, 1970)
9. Лукава стара мачка (написано 1906, први пут објављено 1971)
10. Прича о Тапени (илустровала Мери Енџел) (1973)
11. Прича о мачку у чизмама (2016)[74] (илустровао Квентин Блејк)
12. Црвенкапа (2019) (илустровала Хелен Оксенбури)
13. Нова прича о зецу Петру написала Ема Томпсон, илустровала Елеонор Тејлор
14. Божићна прича о зецу Петрунаписала Ема Томпсон, илустровала Елеонор Тејлор
15. Спектакуларна прича о зецу Петру написала Ема Томпсон, илустровала Елеонор Тејлор

### Писма, дневници и збирке
- Potter, Beatrix (1982).  Jane Crowell Morse, ур. Beatrix Potter's Americans: Selected Letters. The Horn Book, Inc. ISBN 978-0-87675-282-1.
- Potter, Beatrix (1992).  Judy Taylor, ур. Beatrix Potter's Letters. F. Warne & Co. ISBN 978-0-7232-3437-1.
- Potter, Beatrix (1992).  Judy Taylor, ур. Letters to Children from Beatrix Potter. F. Warne & Co. ISBN 978-0-7232-4195-9.
- Potter, Beatrix (1977).  Margaret Crawford Maloney, ур. Dear Ivy, Dear June: Letters from Beatrix Potter. Toronto Public Library. ISBN 978-0-8037-2050-3.
- Potter, Beatrix. (rev. 1989). The Journal of Beatrix Potter, 1881–1897, transcribed from her code writings by Leslie Linder. F. Warne & Co.  978-0-7232-3625-2.
- Potter, Beatrix (1987).  Leslie Linder, ур. A History of the Writings of Beatrix Potter. F. Warne & Co. ISBN 978-0-7232-3562-0.

### Уметничке студије
- Hobbs, Anne Stevenson (1989). Beatrix Potter's Art. F. Warne & Co. ISBN 0-7232-3598-8.
- Hobbs, Anne Stevenson (1990). Beatrix Potter's Art. F. Warne & Co. ISBN 978-0-7232-3598-9.
- Hobbs, Anne Stevenson (2005). Beatrix Potter: Artist and Illustrator. F. Warne & Co. ISBN 978-0-7232-5700-4.
- Jay, Eileen, Mary Noble & Anne Stevenson Hobbs (1992). A Victorian Naturalist: Beatrix Potter's Drawings from the Armitt Collection. F. Warne & Co. ISBN 978-0-7232-3990-1.
- Taylor, Judy, Joyce Irene Whalley, Anne Stevenson Hobbs & Elizabeth M. Battrick (1987). Beatrix Potter, 1866–1943: The Artist and Her World. F. Warne & Co. ISBN 978-0-7232-3561-3.

### Биографске студије
- Battrick, Elizabeth (1999). Beatrix Potter: The Unknown Years. Armitt Library and Museum and F.Warne & Co. ISBN 978-0-7232-4608-4.
- Delaney, Frank (23. 7. 2014). „The Tale of Beatrix Potter”. The Public Domain Review. 4 (15). Приступљено 23. 7. 2014. „This year (2014), the works of one of the most successful and universal writers of all time came into the public domain in many countries around the world.”
- Denyer, Susan (2000). Beatrix Potter: At Home with Beatrix Potter: The Creator of Peter Rabbit. Harry Abrams. ISBN 978-0-7112-3018-7.
- Gristwood, Sarah (2016). The Story of Beatrix Potter. Pavilion Books. ISBN 9781909881808.
- Heelis, John (1999). The Tale of Mrs William Heelis – Beatrix Potter. Sutton Publishing. ISBN 978-0-7509-3432-9.
- Lane, Margaret (2001). The Tale of Beatrix Potter: A Biography (Revised изд.). F. Warne & Co. ISBN 978-0-7232-4676-3.
- Lane, Margaret (1978). The Magic Years of Beatrix Potter. F. Warne & Co. ISBN 978-0-7232-2108-1.
- Lear, Linda (2007). Beatrix Potter: A Life in Nature. St. Martin's. ISBN 978-0-312-36934-7.
- Lear, Linda (2008). Beatrix Potter: The Extraordinary Life of a Victorian Genius. Penguin Books. ISBN 978-0-14-100310-8.
- MacDonald, Ruth K (1986). Beatrix Potter. Twayne Publishers. ISBN 978-0-8057-6917-3.
- Mitchell, W.R. (2010). Beatrix Potter: Her Lakeland Years. Great Northern Books Ltd. ISBN 978-1-905080-71-7.
- Taylor, Judy (1996). Beatrix Potter: Artist, Storyteller and Countrywoman (Revised изд.). F. Warne & Co. ISBN 978-0-7232-4175-1.
- Taylor, Judy (2002). That Naughty Rabbit: Beatrix Potter and Peter Rabbit. F. Warne & Co. ISBN 978-0-7232-4767-8.
- Taylor, Judy, ур. (1993). 'So I Shall Tell You a Story...': Encounters with Beatrix Potter. F.Warne & Co. ISBN 978-0-7232-4025-9.
- Taylor, Judy. „Potter, (Helen) Beatrix (1866–1943)”. Oxford Dictionary of National Biography. Oxford University Press. Архивирано из оригинала 13. 7. 2016. г. Приступљено 14. 1. 2007.